# 高氯酸肼镍
高氯酸肼镍（NHP）是一种含能材料，化学式为Ni(N2H4)5(ClO4)2。十分敏感，即使是<1mg的量（如1颗小的单晶）也足以对周围造成伤害。

## 化学性质
高氯酸肼镍爆炸时按下式分解：
3 [Ni(N2H4)5](ClO4)2 → 13 N2 + 24 H2O + 4 NH3 + 3 NiCl2

## 事故
美国德克薩斯理工大學的学生在对高氯酸肼镍进行操作时发生猛烈爆炸，该生合成10g高氯酸肼镍，远远超过所要求的100mg安全剂量。

## 拓展阅读
- Andrzej WOJEWÓDKA, et al. Hydrazine complexes of transition metals as perspective explosives （页面存档备份，存于）. CHEMIK, 2011. 65(1): 20-27